# Twin Freaks
Twin Freaks es un álbum de música electrónica del músico británico Paul McCartney en colaboración con el DJ y productor musical Freelance Hellraiser, publicado por la compañía discográfica Parlophone en junio de 2005.

## Historia
McCartney y Hellraiser crearon el doble álbum de vinilo como continuación de la colaboración que Hellraiser desarrolló para la gira europea de Paul McCartney en 2004. El formato del álbum consiste en una remezcla extrema de distintas canciones entre sí, procedentes de la carrera en solitario de Paul McCartney, de modo que unos fragmentos puedan quedar ocultos y apenas perceptibles en el audio. Dicha técnica fue utilizada por Hellraiser durante la gira '04 Summer Tour, sirviendo como adelanto al inicio del concierto y acompañado de un espectáculo visual cercano a la media hora de duración. 
Los temas utilizados en el álbum, a pesar de guardar algunos títulos originales, se encuentran entremezclados con numerosos fragmentos de otras canciones, de modo que apenas pueden diferenciarse o atribuirse a un tema en particular.
Twin Freaks fue publicado en formato de doble disco de vinilo y como descarga digital en formato WMA. El diseño de la portada y del interior del álbum corresponde a pinturas de McCartney similares en el tono y en el estilo a Willem de Kooning. «Really Love You» y «Lalula» fueron también publicados como un sencillo de 12 pulgadas.

## Lista de canciones
Todas las canciones escritas y compuestas por Paul McCartney excepto donde se anota. 
| Cara A |                              |                                 |          |  |
| N.º    | Título                       | Escritor(es)                    | Duración |  |
| 1.     | «Really Love You»            | Paul McCartney, Richard Starkey | 5:42     |  |
| 2.     | «Long Haired Lady (Reprise)» | Paul McCartney, Linda McCartney | 4:50     |  |
| 3.     | «Rinse the Raindrops»        |                                 | 3:14     |  |

| Cara B |                       |                                 |          |  |
| N.º    | Título                | Escritor(es)                    | Duración |  |
| 4.     | «Darkroom»            |                                 | 2:30     |  |
| 5.     | «Live and Let Die»    | Paul McCartney, Linda McCartney | 3:26     |  |
| 6.     | «Temporary Secretary» |                                 | 4:12     |  |

| Cara C |                            |                                 |          |  |
| N.º    | Título                     | Escritor(es)                    | Duración |  |
| 7.     | «What's That You're Doing» | Stevie Wonder, Paul McCartney   | 4:57     |  |
| 8.     | «Oh Woman, Oh Cry»         |                                 | 4:19     |  |
| 9.     | «Mumbo»                    | Paul McCartney, Linda McCartney | 5:24     |  |

| Cara D |                    |          |  |
| N.º    | Título             | Duración |  |
| 10.    | «Lalula»           | 4:25     |  |
| 11.    | «Coming Up»        | 4:42     |  |
| 12.    | «Maybe I'm Amazed» | 6:12     |  |